# みやと
みやと（ローマ字：JDS Miyato, MSC-639、YAS-90）は、海上自衛隊の掃海艇。たかみ型掃海艇の10番艇。艇名は宮戸島に由来する。

## 艦歴
「みやと」は、第3次防衛力整備計画に基づく昭和46年度計画掃海艇339号艇として、日本鋼管鶴見造船所で1972年4月22日に起工され、1973年4月3日に進水、1973年8月24日に就役し、同日付で第2掃海隊群隷下に新編された第44掃海隊に「かなわ」、「たしろ」とともに編入された。
1984年1月26日、第44掃海隊が舞鶴地方隊に編入。
1989年11月29日、特務船に種別変更され、船籍番号がYAS-90に変更。沖縄基地隊所属の沖縄水中処分隊母艇となる。
1996年3月1日、除籍。